# Les Veinards
Les Veinards («Los afortunados» en francés) es una película de antología francesa de 1963 dirigida por Jack Pinoteau, Philippe de Broca y Jean Girault.

## Descripción de los segmentos
Le vison («El visón»)
Jacqueline, la criada de Jérôme y Laura, gana un abrigo de visón. Sigue una serie de desastres provocados por la rivalidad entre ella y Laura.
- Mireille Darc: Jacqueline, la criada que ganó el abrigo de visón
- François Périer: Jérôme Boisselier, marido de Laura.
- Jacqueline Monsigny: Laura Boisselier, esposa de Jérôme.
- Yvonne Clech: M. Élise Flavigny, la esposa del industrial.
- Guy Tréjan: M. Georges Flavigny, el industrial.

Le repas gastronomique («La comida gourmet»)
Las fortunas y desgracias de Monsieur Bricheton, ganador de una suntuosa comida en el La Poularde dorée, donde descrubre que hay un largo camino desde el plato hasta los labios.
- Francis Blanche: M. Bricheton, el ganador.
- Claudine Coster: Virginie, la enamorada del restaurante.
- Jean-Henri Chambois: El encargado del restaurante La Poularde dorée.
- Bernard Musson: El jefe de camareros del restaurante.
- Daniel Ceccaldi: El hombre enamorado de Virginie.
- Laure Paillette: La conserje del M. Bricheton.
- Jean Droze: Louis, un camarero.
- Charles Bayard: El cliente molesto.
- Philippe Dumat: Un cliente del restaurante.
- Florence Blot: La clienta inglesa.
- Nicole Desailly
- Jess Hahn

La vedette
El encolador de carteles Taquet gana gracias a un concurso una noche en compañía de una vedette. ¿Pero es Patricia realmente una estrella? ¿Y logrará Taquet sus fines?
- Darry Cowl: M. Simon Taquet, encolador de carteles.
- Geneviève Cluny: Patricia Padington, la vedette.
- Pierre Doris: M. «Sam Chips», el organizador del juego.
- Philippe de Broca: El transeúnte que recibe el cartel.
- Bibi Morat: El niño.
- Roger Trapp: Agente Tapin.
- Jacques Hilling: El reportero.
- Jean-Pierre Rambal: El servidor.
- Madeleine Clervanne: La conserje.

Le yacht («El yate»)
El yate con el que es premiado el matrimonio Duchemin corre el riesgo de hundir su felicidad conyugal. La amante del marido, Corinne, y el secretario de la esposa, Philippe confunden la situación.
- Pierre Mondy: Henri Duchemin.
- Jacqueline Maillan: Elisabeth Duchemin.
- France Anglade: Corinne, amante del Sr. Duchemin.
- Philippe Nicaud: Philippe, secretario de la Sra. Duchemin.
- Jean Lefebvre: El marino.
- Jacques Seiler: El camarero.
- Fulbert Janin: El recepcionista del hotel.

Le gros lot («El premio mayor»)
La lotería de cien millones que acaba de recibir el señor Beaurepaire en París, acompañado de su mujer y de su hija Danielle, le hacen perder su hermosa tranquilidad y le pueden causar los peores problemas.
- Louis de Funès: M. Antoine Beaurepaire, ganador de la lotería.
- Blanchette Brunoy: M. Beaurepaire, la esposa.
- France Rumilly: M. Danielle Beaurepaire, la hija.
- Noël Roquevert: Joyero.
- Max Montavon: Un vendedor de la joyería.
- Jean Ozenne: El recepcionista del hotel.
- Robert Rollis: El taxista.
- Jack Ary: Un agente
- René Hell: Un vendedor de periódicos.
- Nono Zammit: Un agente.
- Henri Lambert: El «cicatriz».
- Jean-Claude Brialy: El automovilista.
- Adrien Cayla-Legrand: Un espectador.
- André Chanu
- Philippe Dehesdin
- Pierre Tornade